# Эдделак
Эдделак (нем. Eddelak) — община в Германии, в земле Шлезвиг-Гольштейн.
Входит в состав района Дитмаршен. Подчиняется управлению КЛГ Эдделак-Санкт-Михелисдон. Население составляет 1367 человек (на 31 декабря 2010 года). Занимает площадь 9,22 км².
Коммуна подразделяется на 3 сельских округа.

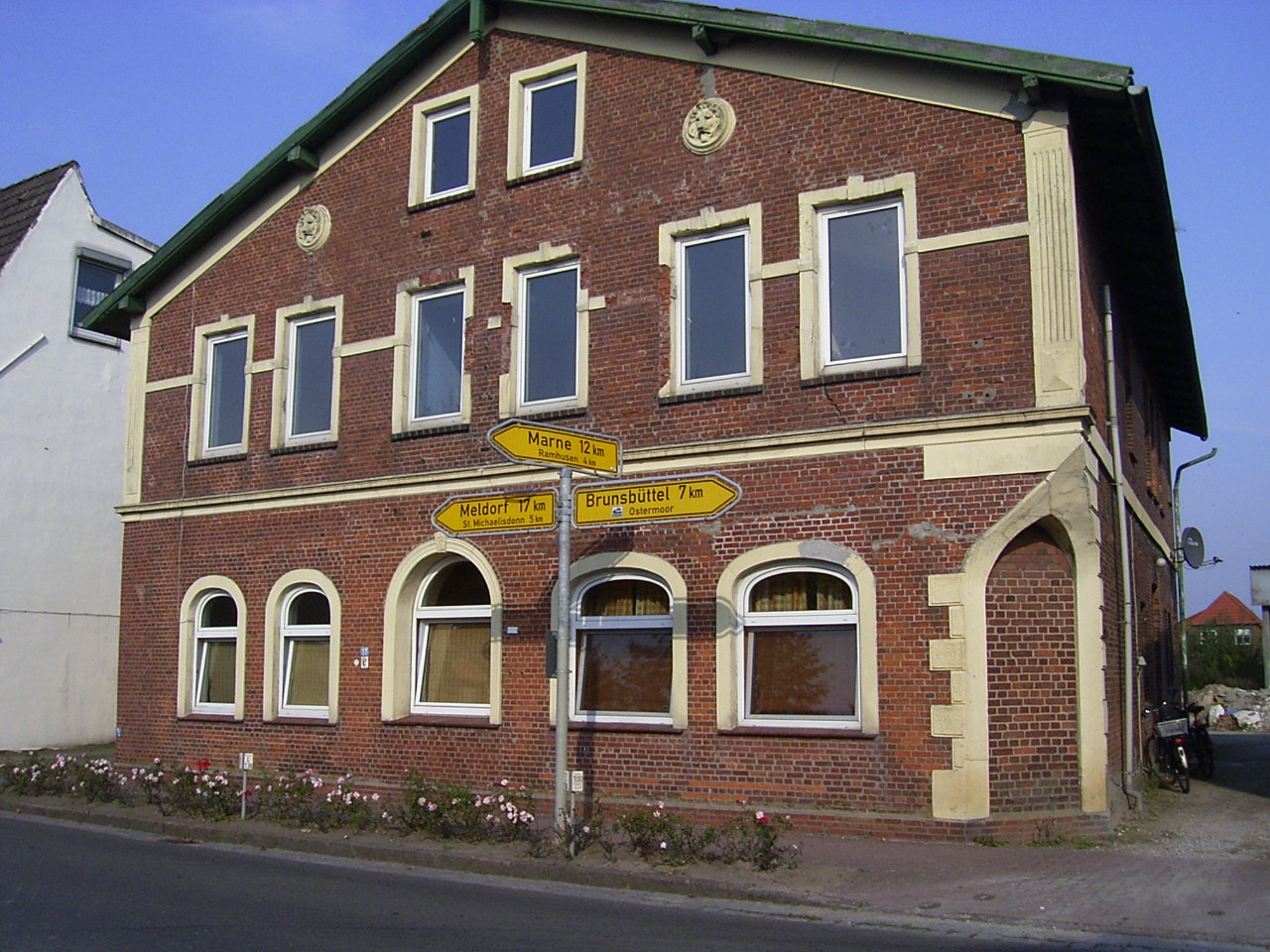
Эдделак

## Население
| Год  | Численность | Численность |
| ---- | ----------- | ----------- |
| 1975 | 1352        | [ 4 ]       |
| 2017 | 1361        | [ 1 ]       |
| 2019 | 1335        | [ 5 ]       |
| 2021 | 1345        | [ 6 ]       |
| 2022 | 1355        | [ 7 ]       |
| 2023 | 1361        | [ 2 ]       |